# Виконт Монтегю
Виконт Монтегю (англ. Viscount Montagu) — угасший аристократический титул в пэрстве Англии. Титул был создан 2 сентября 1554 года для Энтони Брауна из знатного дома Монтегю. Титул угас после смерти девятого виконта в 1797 году. Титул виконта Монтегю был выбран по линии происхождения от Джона Невилла, 1-го маркиза Монтегю. Его дочь Люси Невилл была бабушкой Энтони Брауна. Ему был присвоен титул виконта, что соответствовало богатству семьи Браунов. Коудрэй-хаус стал резиденцией виконтов Монтегю.

## Виконты Монтегю (1554)
- Энтони Браун, 1-й виконт Монтегю (1528—1592);
- Энтони Мария Браун, 2-й виконт Монтегю (1573/4 — 1629), старший сын достопочтенного Энтони Брауна (ум. 1592; старший сын 1-го виконта)[1], внук предыдущего[2];
- Фрэнсис Браун, 3-й виконт Монтегю (1610—1682), сын предыдущего[3];
- Фрэнсис Браун, 4-й виконт Монтегю (1638—1708), сын предыдущего[4];
- Генри Браун, 5-й виконт Монтегю (ок. 1640 — 1717), сын 3-го виконта, брат предыдущего[5];
- Энтони Браун, 6-й виконт Монтегю (1686—1767), сын предыдущего[6];
- Энтони Джозеф Браун, 7-й виконт Монтегю (1728/30 — 1787), сын предыдущего[7];
- Джордж Сэмюэл Браун, 8-й виконт Монтегю (1769—1793), сын предыдущего[8];
- Марк Энтони Браун, 9-й виконт Монтегю (1744/5 — 1797), прапраправнук достопочтенного Энтони Брауна (ум. 1592)[9], 5-тиюродный дядя предыдущего.